# Calcomenite
La calcomenite è un minerale che si presenta sotto forma di cristalli di colore azzurro.
È rappresentata dalla formula CuSeO3·2H2O e appartiene al sistema cristallino ortorombico.
La calcomenite è stata scoperta nel 1881.